# 蔗黄杜鹃
蔗黄杜鹃（学名：Rhododendron spadiceum）为杜鹃花科杜鹃花属下的一个种。

## 扩展阅读
- 維基物種上的相關：蔗黄杜鹃